# Пондерано
Пондерано (італ. Ponderano, п'єм. Pondran) — муніципалітет в Італії, у регіоні П'ємонт,  провінція Б'єлла.
Пондерано розташоване на відстані близько 540 км на північний захід від Рима, 55 км на північний схід від Турина, 8 км на південь від Б'єлли.
Населення — 3867 осіб (2014).
Покровитель — святий мученик Лаврентій.

## Демографія
Населення за роками:

Станом на 1 січня 2023 року в муніципалітеті офіційно проживав 181 іноземець з 31 країни, серед них 65 громадян країн Євросоюзу та 3 громадяни України.

## Сусідні муніципалітети
- Б'єлла
- Борріана
- Гальяніко
- Монграндо
- Окк'єппо-Інферіоре
- Сандільяно